# (31098) Фрэнкхилл
(31098) Фрэнкхилл (лат. Frankhill) — астероид, относящийся к группе астероидов пересекающих орбиту Марса. Он был открыт 9 июня 1997 года американским астрономом Роем Такером в обсерватория Гудрайк-Пиготт и назван в честь шотландского футболиста Фрэнка Хилла.

Орбита астероида Фрэнкхилл и его положение в Солнечной системе